# Hannu Karpo
Hannu Karpo, född 5 mars 1942 i Helsingfors, död 18 mars  2025, var en finländsk journalist och trafikexpert. Han arbetade på Yleisradio i 27 år och på MTV i 25 år. Hans mest kända TV-program är Karpolla on asiaa, som sändes åren 1983–2007. Han samarbetade mycket med Ensio Itkonen. Han arbetade också för tidningarna Apu och Seura.